# Donkey Kong Country 2: Diddy's Kong Quest
Donkey Kong Country 2: Diddy's Kong Quest (スーパードンキーコング2 ディクシー&ディディー?, Sūpā Donkī Kongu 2: Dikushī ando Didī) è un videogioco per Super Nintendo Entertainment System, pubblicato dalla Nintendo nel 1995. È il secondo episodio della saga Donkey Kong Country. È il proseguimento di Donkey Kong Country. Nel 2004 è stato pubblicato anche per Game Boy Advance. All'inizio il sottotitolo era Diddy Kong's Quest, poi è stato cambiato in Diddy's Kong Quest, che a orecchio somiglia molto a Diddy's Conquest (Conquista di Diddy).

## Trama
Le giornate scorrevano tranquille sull'isola di Donkey Kong, fra giochi, balli e musiche, oltre alla siesta sulla spiaggia, con tanto di succo di frutta e sdraio. Un pomeriggio di questi, DK stava tranquillamente facendo la sua siesta su una spiaggia dell'isola, quando una banda di Kremlings, i temibili pirati-coccodrilli, lo aggredirono e lo rapirono, portandolo sulla loro isola, la "Kremling's Island". La lettera di riscatto parlava chiaro: i Kong dovevano consegnare ai Kremlings tutta la scorta di banane, altrimenti non avrebbero più rivisto Donkey Kong.
I Kong tenevano una piccola riunione, dove veniva spiegata la situazione a tutti i membri della famiglia, che hanno deciso di non pagare il riscatto, bensì di liberare Donkey Kong.
Per tale missione, nonostante una muta disapprovazione da parte di alcuni membri della famiglia, si offrì volontario Diddy Kong, sostenendo che aveva già affrontato i Kremlings con Donkey Kong, e affermò che se per liberarlo sarebbe stato pagato il riscatto, non ne sarebbe stato per niente contento. Spettò così a lui salvare suo zio, accompagnato dalla sua fidanzata, Dixie.

## Modalità di gioco
Il gioco si compone di 7 mondi da esplorare, tutti situati sulla paurosa e misteriosa Kremling's Island. Attraverso svariati livelli si passa da un galeone arenato nella baia dell'isola (con arrampicate sulle corde e nuotate nelle stive allagate) ad ambienti più bollenti, nel "Calderone del Coccodrillo" (la zona vulcanica dell'isola), da miniere abbandonate a caverne ghiacciate, fino a giungere alla fortezza del Capitano K. Rool.
Vi è, novità di questo episodio, un mondo segreto, chiamato "The Lost World" (in italiano, il "Mondo Perduto"), raggiungibile solo attraverso il ponte sorvegliato dal gigantesco Klubba.
Il completamento di tutti i livelli del "Mondo Perduto" permette la conclusione definitiva del gioco.
I due protagonisti controllati dal giocatore sono:
- Diddy: finalmente protagonista di un'avventura tutta sua, Diddy ha le stesse abilità che aveva in Donkey Kong Country. In più, può sollevare e lanciare Dixie per raggiungere posti elevati. A ogni fine livello, se è Diddy a completarlo, ballerà con uno stereo.
- Dixie: fidanzata di Diddy, sfrutta i suoi capelli a coda di cavallo per attaccare i nemici e per planare. Anche lei può prendere Diddy e lanciarlo. Porta un berretto a visiera e mastica continuamente una gomma da masticare. È la sorella di Tiny Kong.

I nemici comprendono forze di terra e forze d'acqua, generalmente ispirate ad animali e i kremling. Ci sono inoltre alcuni boss.
In questo episodio, alcuni amici animali possono caricare un colpo potente per distruggere le pareti e arrivare nelle aree bonus. Inoltre, i protagonisti possono impersonare alcuni animali con particolari capacità attraverso barili speciali.

## Sviluppo
Sviluppato dalla Rareware in stretta collaborazione con Nintendo, che fornì anche i mezzi hardware per la produzione, i test e il funzionamento del gioco, questo episodio della saga sfruttava la particolare tecnica grafica che permetteva di avere degli oggetti e delle animazioni simil-tridimensionali su una console che lavorava solamente con immagini bidimensionali già sperimentata su Donkey Kong Country.